# Korżani
Korżani (ros. Коржани) – wieś (ros. деревня, trb. dieriewnia) w zachodniej Rosji, znajdująca się w osiedlu wiejskim Ponizowskoje rejonu rudniańskiego w obwodzie smoleńskim.

## Geografia
Miejscowość położona jest w dorzeczu Bałazny, 1 km od granicy z Białorusią, 4 km od drogi regionalnej 66A-4 (Dubrowo / 66K-30 – Uzgorki – granica z Białorusią / Kałyszki), 10 km od drogi regionalnej 66K-30 (Diemidow – Zaozierje), 12,5 km od centrum administracyjnego osiedla wiejskiego (sieło Ponizowje), 31 km od centrum administracyjnego rejonu (Rudnia), 85,5 km od Smoleńska.

## Historia
W czasie II wojny światowej od lipca 1941 roku wieś była okupowana przez hitlerowców. Wyzwolenie nastąpiło we wrześniu 1943 roku.

## Demografia
W 2010 r. miejscowości nikt nie zamieszkiwał.